# Liste der Monuments historiques in La Roque-en-Provence
Die Liste der Monuments historiques in La Roque-en-Provence führt die Monuments historiques in der französischen Gemeinde La Roque-en-Provence auf.

## Liste der Bauwerke
| Bezeichnung           | Beschreibung              | Standort | Kennzeichnung | Schutzstatus | Datum | Bild           |
| --------------------- | ------------------------- | -------- | ------------- | ------------ | ----- | -------------- |
| Kirche Ste-Pétronille | Erbaut im 12. Jahrhundert | (Lage)   | PA00080825    | Inscrit      | 1942  | weitere Bilder |

## Liste der Objekte
| Bezeichnung                              | Beschreibung                                   | Standort | Kennzeichnung | Schutzstatus | Datum | Bild |
| ---------------------------------------- | ---------------------------------------------- | -------- | ------------- | ------------ | ----- | ---- |
| Gallo-römische Gedenktafel mit Inschrift | Stein; an der Befestigungsmauer, gallo-römisch |          | PM06000793    | Classé       | 1948  |      |
| Grabdenkmal mit unleserlicher Inschrift  | gallo-römisch                                  |          | PM06000792    | Classé       | 1929  |      |